# Gao Ling
Gao Ling (高崚, Wuhan, 14 maart 1979) is een Chinees badminton-speelster. Ze staat bekend als een van meest succesvolle dubbelspelers aller tijden. Ze nam driemaal deel aan de Olympische Spelen.

## Olympische Spelen
Tijdens de Olympische Spelen van 2000 (Sydney) deed ze mee in het gemixte dubbelspel en in het vrouwen dubbelspel.
Haar mixpartner was Zhang Jun. In de eerste ronde namen ze het op tegen Björn Siegemund en Karen Stechmann uit Duitsland. De Chinezen wonnen de partij met 10-15, 15-7 en 15-10. Vervolgens, in de tweede ronde, stonden ze tegenover het Zweedse koppel Fredrik Bergström en Jenny Karlsson. Ook deze partij ging naar de Chinezen, met 15-6 en 15-7.
In de kwartfinale speelden ze tegen de Koreanen Kim Dong-moon en Ra Kyung-min, die werden verslagen met 15-11 en 15-1. Nadat in de halve finale de Denen Michael Søgaard en Rikke Olsen met 10-15, 15-6 en 17-16 waren verslagen, stonden ze in de finale waarin ze het opnamen tegen Tri Kusharyanto en Minarti Timur uit Indonesië. Na een slecht begin wist het Chinese koppel alsnog de overwinning naar zich toe te trekken en won met 1-15, 15-13 en 15-11 de gouden medaille.
Haar dubbelpartner was Qin Yiyuan. In de eerste ronde wonnen ze met 15-1 en 15-9 van Nely Boteva en Diana Koleva uit Bulgarije, waardoor ze in de tweede ronde kwamen. Hierin moesten ze het opnemen tegen Yoshiko Iwata en Haruko Matsuda uit Japan. Ook deze partij werd gewonnen, 15-5 en 15-5. Dankzij deze overwinning belandden de twee Chinese vrouwen in de kwartfinale. Hier wonnen ze met redelijk gemak van Joanne Goode en Donna Kellogg, uit Groot-Brittannië, met 15-2 en 15-7.
In de halve finale speelden ze tegen hun landgenoten Ge Fei en Gu Jun. Deze wedstrijd verloren ze, 15-7, 15-12, waardoor ze uitgeschakeld waren voor de titel.
Ze speelden echter nog wel om de bronzen medaille, tegen Chung Jae Hee en Ra Kyung-min, uit Zuid-Korea. Dankzij de winst in deze partij, 15-10 en 15-4, wist het Chinese duo alsnog een bronzen medaille te winnen.
Tijdens de Olympische Spelen van 2004 (Athene) deed Ling wederom mee in het vrouwen- en het gemixte dubbelspel. Ook nu weer was Zhang Jun haar partner. In de eerste ronde had het duo een bye, waardoor ze automatisch in de tweede ronde kwamen. Hierin speelden ze tegen Tsai Chia-Hsin en Cheng Wen-Hsing, uit Taiwa. De Chinezen wonnen deze partij met redelijk gemak, 15-5 en 15-2. In de kwartfinale speelden Ling en Jun tegen Frederik Bergström en Johanna Persson, uit Zweden. Ook deze partij ging met redelijk gemak naar de Chinezen, 15-3 en 15-1.
Ze stonden in de halve finale tegenover Jens Eriksen en Mette Schjoldager, uit Denemarken. Na een overwinning in twee sets, 15-9, 15-2, stond het koppel in de finale. Hierin namen ze het op tegen de Denen Jens Eriksen en Mette Schjoldager, na een overwinning op dit Deense koppel, met 15-5, 15-5, en daarmee een tweede gouden medaille op de Spelen.

## Medailles op Olympische spelen en wereldkampioenschappen
| Logo van de Olympische Spelen | Onderdeel          | Resultaat |
| ----------------------------- | ------------------ | --------- |
| 2000                          | Vrouwen dubbelspel | Brons     |
| 2000                          | Gemengd dubbelspel | Goud      |
| 2004                          | Vrouwen dubbelspel | Zilver    |
| 2004                          | Gemengd dubbelspel | Goud      |
| WK                            | Onderdeel          | Resultaat |
| 1999                          | Vrouwen dubbelspel | Brons     |
| 2001                          | Vrouwen dubbelspel | Goud      |
| 2001                          | Gemengd dubbelspel | Goud      |
| 2003                          | Vrouwen dubbelspel | Goud      |
| 2003                          | Gemengd dubbelspel | Zilver    |
| 2005                          | Vrouwen dubbelspel | Zilver    |
| 2006                          | Vrouwen dubbelspel | Goud      |
| 2007                          | Vrouwen dubbelspel | Zilver    |
| 2007                          | Gemengd dubbelspel | Zilver    |

## Erelijst
- 2 maal winnaar gemixte-dubbelspel Badminton op de Olympische Zomerspelen (2000 en 2004)
- 3 maal winnaar vrouwen-dubbelspel Wereldkampioenschappen badminton (2001, 2003 en 2006)
- 1 maal winnaar gemixte-dubbelspel Wereldkampioenschappen badminton (2001)
- 1 maal winnaar gemixte-dubbelspel Aziatische Kampioenschappen Badminton (2001)
- 1 maal winnaar vrouwen-dubbelspel China Open (2002, 2003)
- 4 maal winnaar gemixte dubbelspel All-England Open (2001, 2003, 2006 en 2007)
- 6 maal winnaar vrouwen-dubbelspel All-England Open (2001, 2002, 2003, 2004, 2005 en 2006)
- 1 maal winnaar met het Chinese team van de Sudirman Cup (2001)
- 1 maal winnaar gemixte-dubbelspel Thailand Open (2000)
- 2 maal winnaar vrouwen-dubbelspel Thailand Open (1999 en 2007)
- 2 maal winnaar vrouwen-dubbelspel Japan Open (2001 en 2006)
- 1 maal winnaar gemixte dubbelspel Japan Open (2003)
- 1 maal winnaar vrouwen-dubbelspel Korea Open (2002)
- 1 maal winnaar vrouwen-dubbelspel Indonesia Open (2002, 2003)
- 1 maal winnaar vrouwen-dubbelspel Hong Kong Open (2003)
- 1 maal winnaar vrouwen-dubbelspel Swiss Open (2004)

1996: Gil Young-ah & Kim Dong-moon ·
2000: Gao Ling & Zhang Jun ·
2004: Gao Ling & Zhang Jun ·
2008: Lee Yong-dae & Lee Hyo-jung ·
2012: Zhang Nan & Zhao Yunlei ·
2016: Tontowi Ahmad & Lilyana Natsir ·
2020: Huang Dongping & Wang Yilyu ·
2024: Huang Yaqiong & Zheng Siwei